# Loblieder
Loblieder é um álbum de remixes da banda alemã Megaherz, lançado em 2010.

## CD 1 - Capitulum I
| N.º            | Título                                                       | Duração |  |
| 1.             | "Ebenbild (Die Krupps Remix)"                                | 5:46    |  |
| 2.             | "Mann Von Welt (Captive Of Society Remix)"                   | 5:32    |  |
| 3.             | "Gott Sein (Suicide Commando Remix)"                         | 4:56    |  |
| 4.             | "Heuchler (Doppelmoral-Mix By Gerrit Thomas Of Funker Vogt)" | 5:12    |  |
| 5.             | "Miststück (Cherubim Remix By Heimataerde)"                  | 3:57    |  |
| 6.             | "L'Aventure (Rotersand Re-Work)"                             | 4:45    |  |
| 7.             | "Schau In Mein Herz (Perigord-Remix By Heimataerde)"         | 4:12    |  |
| 8.             | "Miststück (Remix By Grendel)"                               | 5:02    |  |
| 9.             | "Dein Herz Schlägt (Agonoize Remix)"                         | 4:18    |  |
| 10.            | "Beiss Mich (Sara Noxx Xxtended-Remix)"                      | 3:46    |  |
| 11.            | "Fauler Zauber (Remixed By Covenant)"                        | 8:03    |  |
| Duração total: | Duração total:                                               | 53:29   |  |

## CD 2 - Capitulum II
| N.º            | Título                                                           | Duração |  |
| 1.             | "Herzblut (Tribute To Megaherz)" (Cover por Mono Inc.)           | 4:47    |  |
| 2.             | "Teufel (Seelenzorn - Teufel Remake)"                            | 5:01    |  |
| 3.             | "Herzblut (Sandmann Remix By Apron)"                             | 4:04    |  |
| 4.             | "Alles Nur Lüge (Schuldig Remix By Rico Schwibs-Letzte Instanz)" | 3:59    |  |
| 5.             | "Augenblick (Qntal Remix)"                                       | 4:00    |  |
| 6.             | "5. März (Orchester Version) (Staubkind Remix)"                  | 4:11    |  |
| 7.             | "5. März (Piano Version) (Staubkind Remix)"                      | 4:10    |  |
| 8.             | "Das Tier (Christian Prommer Remix)"                             | 8:39    |  |
| 9.             | "Dein Herz Schlägt (Agonoize Remix)"                             | 4:18    |  |
| 10.            | "Heuchler (Philipp IV. Remix By Heimataerde)"                    | 4:18    |  |
| 11.            | "Heuchler (Steinkind Remix By Phil J)"                           | 5:27    |  |
| Duração total: | Duração total:                                                   | 1:43:02 |  |